# Districte de Benešov
El districte de Benešov - (txec) Okres Benešov - és un dels tres districtes de la regió de Bohèmia Central, a la República Txeca. La capital és Benešov.

## Llista de municipis
Benešov •
Bernartice •
Bílkovice •
Blažejovice •
Borovnice •
Bukovany •
Bystřice •
Ctiboř •
Čakov •
Čechtice •
Čerčany •
Červený Újezd •
Chářovice •
Chleby •
Chlístov •
Chlum •
Chmelná •
Chocerady •
Choratice •
Chotýšany •
Chrášťany •
Český Šternberk •
Čtyřkoly •
Děkanovice •
Divišov •
Dolní Kralovice •
Drahňovice •
Dunice •
Heřmaničky •
Hradiště •
Hulice •
Hvězdonice •
Jankov •
Javorník •
Ješetice •
Kamberk •
Keblov •
Kladruby •
Kondrac •
Kozmice •
Krhanice •
Krňany •
Křečovice •
Křivsoudov •
Kuňovice •
Lešany •
Libež •
Litichovice •
Loket •
Louňovice pod Blaníkem •
Lštění •
Maršovice •
Mezno •
Miličín •
Miřetice •
Mnichovice •
Mrač •
Načeradec •
Nespeky •
Netvořice •
Neustupov •
Neveklov •
Olbramovice •
Ostrov •
Ostředek •
Pavlovice •
Petroupim •
Popovice •
Poříčí nad Sázavou •
Postupice •
Pravonín •
Přestavlky u Čerčan •
Psáře •
Pyšely •
Rabyně •
Radošovice •
Rataje •
Ratměřice •
Řehenice •
Řimovice •
Sázava •
Slověnice •
Smilkov •
Snět •
Soběhrdy •
Soutice •
Stranný •
Strojetice •
Struhařov •
Střezimíř •
Studený •
Šetějovice •
Tehov •
Teplýšovice •
Tichonice •
Tisem •
Tomice •
Trhový Štěpánov •
Třebešice •
Týnec nad Sázavou •
Václavice •
Veliš •
Vlašim •
Vodslivy •
Vojkov •
Votice •
Vracovice •
Vranov •
Vrchotovy Janovice •
Všechlapy •
Vysoký Újezd •
Xaverov •
Zdislavice •
Zvěstov